# Braccagni
Braccagni est une frazione située sur la commune de Grosseto, en Toscane, Italie.
C'est un petit village rural situé au pied de la colline de Montepescali, le long de la ligne ferroviaire Livourne-Grosseto-Rome et longeant la Via Aurelia.

## Monuments
- L'église San Guglielmo d'Aquitania, église paroissiale qui abrite les reliques de Guillaume de Gellone.
- La ferme Acquisti et sa chapelle Sant'Uberto, construit par la famille Guicciardini.

## Foires
Braccagni est connu pour la Foire du Madonnino, Foire de la ville de Grosseto qui se tient chaque printemps.